# 바츠구

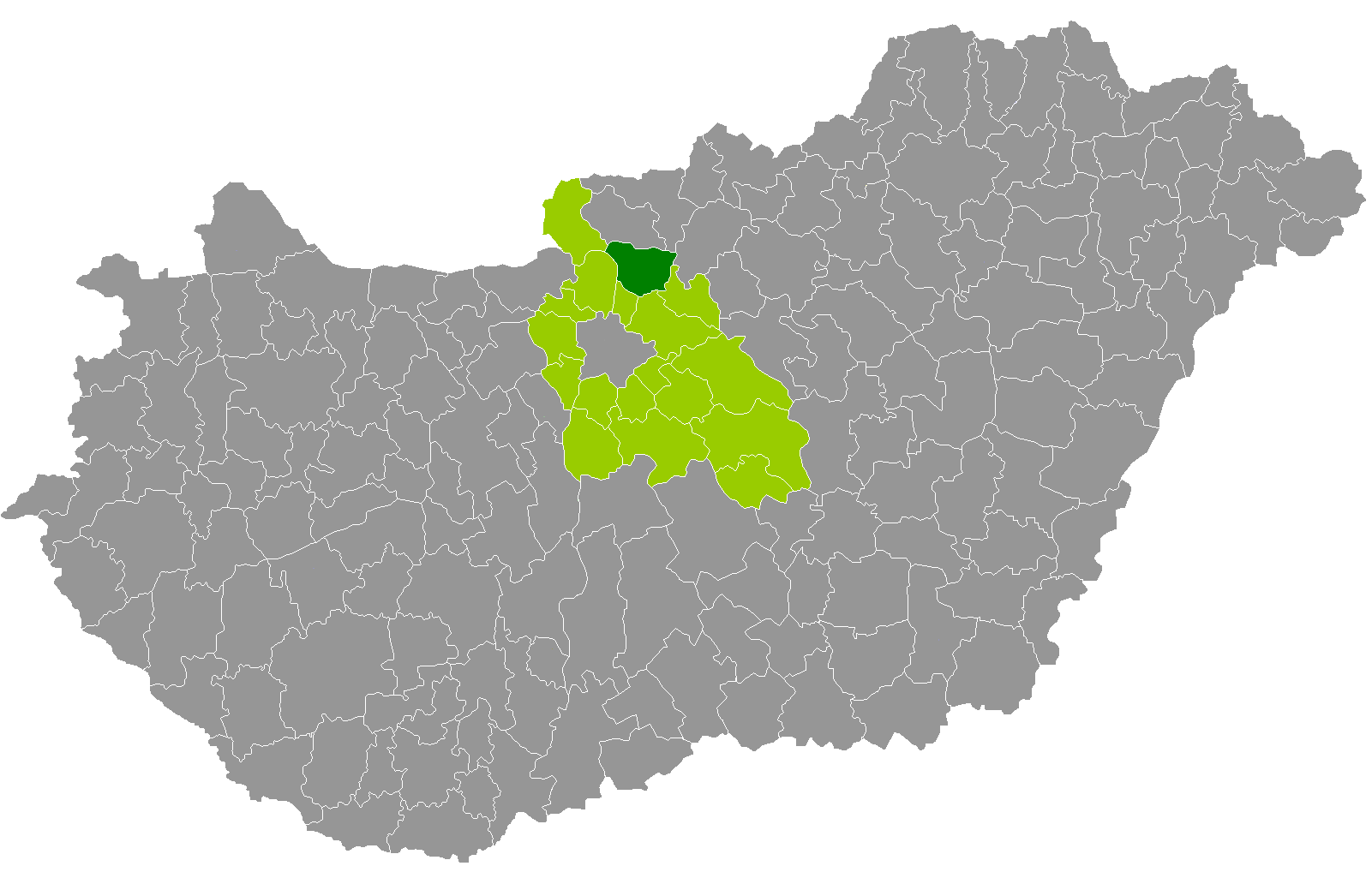
페슈트주 지도에 표시된 바츠구의 위치

바츠구(헝가리어: Váci járás)는 헝가리 페슈트주에 위치한 구로 구청 소재지는 바츠이며 면적은 362.19km2, 인구는 68,234명(2011년 기준), 인구 밀도는 188명/km2이다.
북쪽으로는 노그라드주 레차그구, 벌러셔저르머트구, 동쪽으로는 어소드구, 노그라드주 파스토구, 남쪽으로는 괴될뢰구, 두너케시구, 서쪽으로는 센텐드레구, 소브구와 접한다. 18개 지방 자치체(2개 시, 16개 마을)를 관할한다.

구 문장